# Spoorlijn Vendenheim - Wissembourg
De Spoorlijn Vendenheim - Wissembourg is een Franse spoorlijn van Vendenheim naar Wissembourg. De lijn is 60,0 km lang en heeft als lijnnummer 146 000.

## Geschiedenis
De lijn werd in twee gedeeltes geopend door de Chemins de fer de l'Est, van Vendenheim naar Haguenau op 18 juli 1855 en van Haguenau naar Wissembourg op 23 oktober 1855.

## Treindiensten
De SNCF verzorgt het personenvervoer op dit traject met TER treinen. Vanaf Wissembourg richting Duitsland verzorgt de DB het vervoer met RB treinen.
| Serie      | Treinsoort                    | Route                                                                                  | Bijzonderheden |
| ---------- | ----------------------------- | -------------------------------------------------------------------------------------- | -------------- |
| TER 830500 | TER (SNCF)                    | Strasbourg-Ville – Haguenau – Wissembourg                                              |                |
| TER 832900 | TER (SNCF)                    | Strasbourg-Ville – Haguenau – Niederbronn-les-Bains                                    |                |
| RB 53      | Regionalbahn (DB Regio Mitte) | Neustadt (Weinstr) Hbf – Edenkoben – Landau (Pfalz) Hbf – Winden (Pfalz) – Wissembourg |                |

## Aansluitingen
In de volgende plaatsen was of is er een aansluiting op de volgende spoorlijnen:
Vendenheim
RFN 005 000, spoorlijn tussen Parijs en Straatsburg (LGV)
RFN 070 000, spoorlijn tussen Noisy-le-Sec en Strasbourg-Ville
Bischwiller
RFN 147 300, raccordement tussen Bischwiller en Oberhoffen
Haguenau
RFN 150 000, spoorlijn tussen Hagenau en Roeschwoog
RFN 159 000, spoorlijn tussen Haguenau en Hargarten-Falck
Walbourg
RFN 153 000, spoorlijn tussen Mertzwiller en Seltz
Wissembourg
RFN 146 056, raccordement van Wissembourg
RFN 152 000, spoorlijn tussen Wissembourg en Lauterbourg-Gare
Wissembourg grens
DB 3433, spoorlijn tussen Neustadt en Kapsweyer

## Galerij

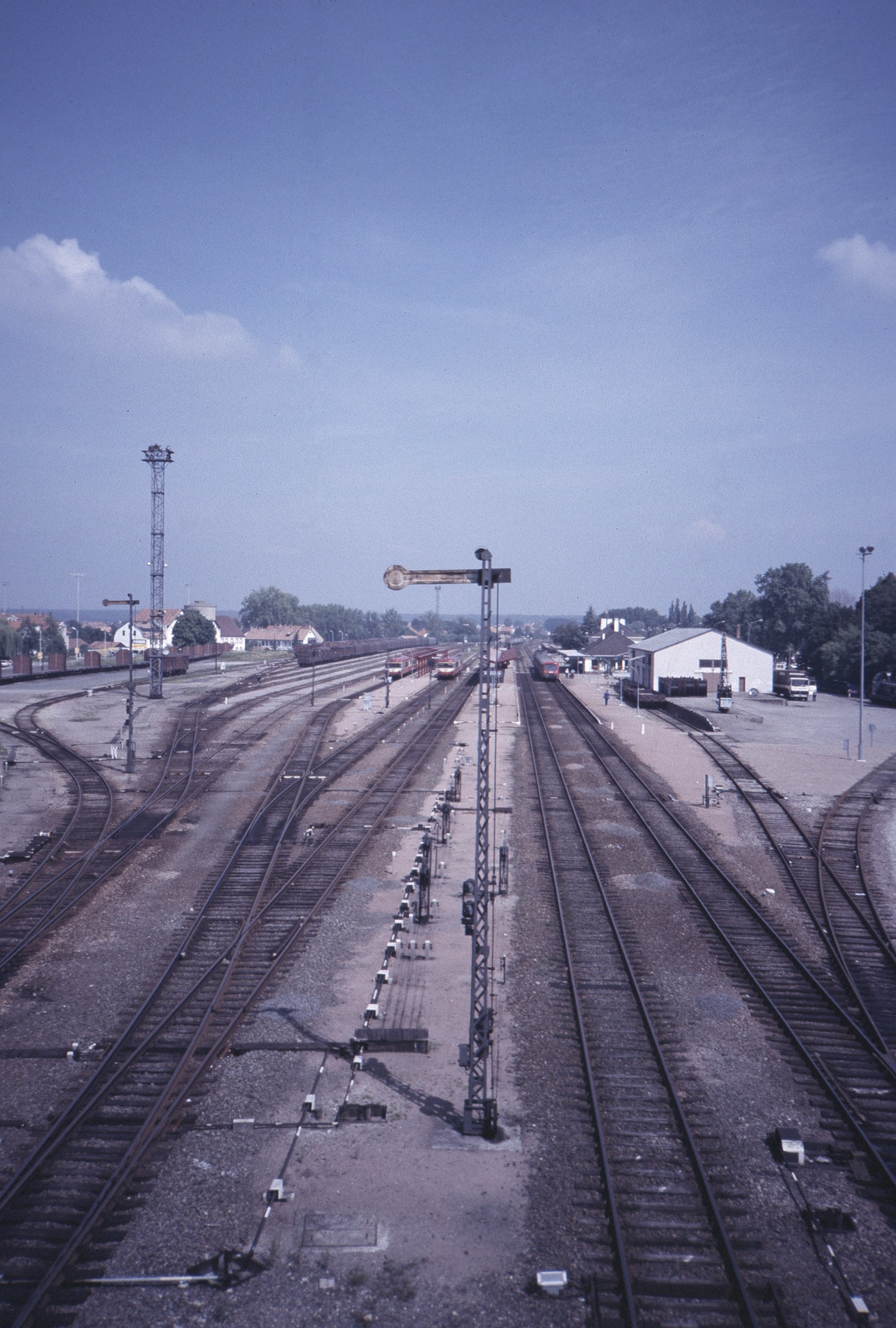
Station Haguenau in 1987.
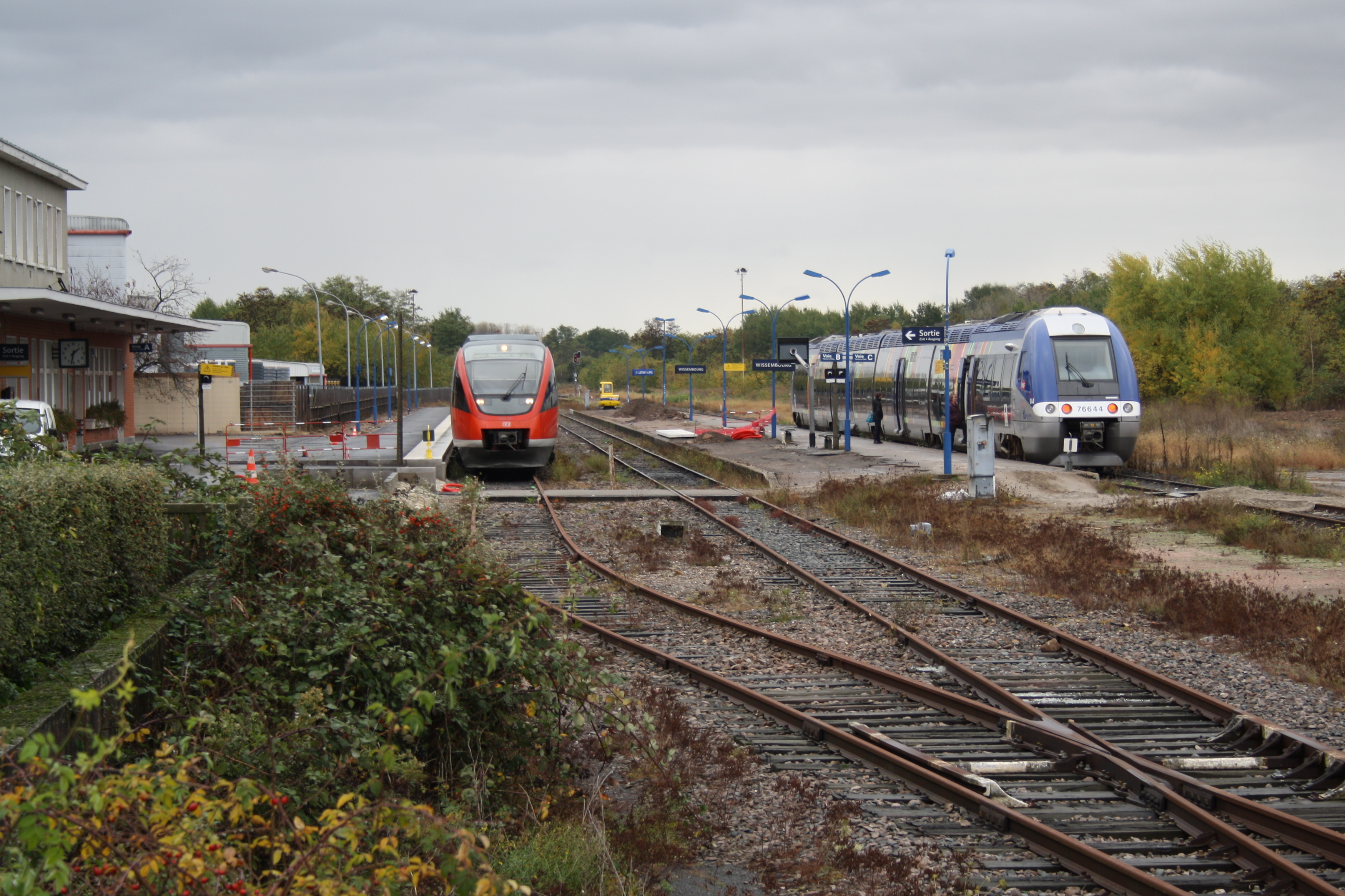
Een Duitse en een Franse trein in Wissembourg.
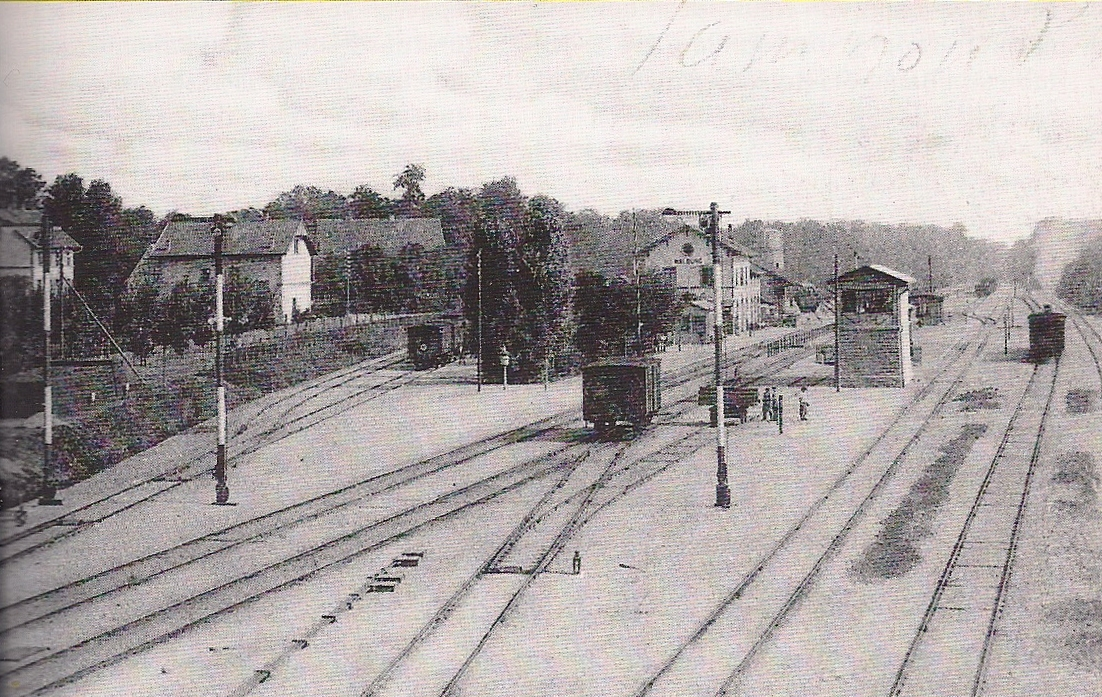
Station Walbourg rond 1900.